# Kamiel Maase
Kamiel Maase (Nimega, 20 ottobre 1971) è un ex maratoneta e mezzofondista olandese, ex detentore del record nazionale di maratona, stabilito ad Amsterdam nel 2007 con il tempo di 2h08'21".

## Palmarès
| Anno | Manifestazione    | Sede         | Evento         | Risultato | Prestazione | Note |
| ---- | ----------------- | ------------ | -------------- | --------- | ----------- | ---- |
| 1996 | Mondiali di cross | Stellenbosch | Corsa lunga    | 30º       | 35'40"      |      |
| 1997 | Mondiali indoor   | Parigi       | 3000 m piani   | Batteria  | 7'54"79     |      |
| 1997 | Mondiali          | Atene        | 10000 m piani  | 11º       | 28'23"30    |      |
| 1997 | Universiadi       | Catania      | 10000 m piani  | Oro       | 28'22"11    |      |
| 1998 | Europei           | Budapest     | 10000 m piani  | 8º        | 28'26"37    |      |
| 1999 | Mondiali          | Siviglia     | 10000 m piani  | 8º        | 28'15"58    |      |
| 2000 | Giochi olimpici   | Sydney       | Maratona       | 13º       | 2h16'24"    |      |
| 2001 | Mondiali          | Edmonton     | 10000 m piani  | 11º       | 28'05"41    |      |
| 2001 | Europei di cross  | Thun         | Corsa seniores | Argento   | 28'05"      |      |
| 2002 | Europei           | Monaco       | 5000 m piani   | 5º        | 13'41"42    |      |
| 2002 | Europei           | Monaco       | 10000 m piani  | 9º        | 28'21"85    |      |
| 2003 | Mondiali          | Saint-Denis  | 10000 m piani  | 8º        | 27'45"46    |      |
| 2004 | Giochi olimpici   | Atene        | 10000 m piani  | 14º       | 28'23"39    |      |
| 2006 | Europei           | Göteborg     | Maratona       | 9º        | 2h13'46"    |      |
| 2008 | Giochi olimpici   | Pechino      | Maratona       | 39º       | 2h20'30"    |      |

## Campionati nazionali
1993
- Argento ai campionati olandesi, 5000 m piani - 14'10"89

1994
- Argento ai campionati olandesi, 5000 m piani - 13'57"67

1995
- Oro ai campionati olandesi, 5000 m piani - 14'22"41
- Bronzo ai campionati olandesi, 10000 m piani - 28'52"99

1996
- Oro ai campionati olandesi, 5000 m piani - 13'40"11

1997
- Oro ai campionati olandesi, 5000 m piani - 13'57"38
- Oro ai campionati olandesi indoor, 3000 m piani - 7'56"39
- Oro ai campionati olandesi di corsa campestre - 36'49"

1998
- Oro ai campionati olandesi di corsa campestre - 36'15"

1999
- Oro ai campionati olandesi, 5000 m piani - 13'39"85

2000
- Oro ai campionati olandesi, 5000 m piani - 13'47"84

2001
- Oro ai campionati olandesi, 5000 m piani - 13'42"52

2003
- Oro ai campionati olandesi, 5000 m piani - 14'01"14
- Oro ai campionati olandesi di corsa campestre - 35'39"

2004
- Oro ai campionati olandesi, 5000 m piani - 13'34"62
- Oro ai campionati olandesi di corsa campestre - 36'44"

2005
- Oro ai campionati olandesi di corsa campestre - 36'42"

## Altre competizioni internazionali
1995
- Argento alla Brazosport Run for the Arts ( Lake Jackson), 10 miglia - 48'07"
- 10º alla Tulsa Run ( Tulsa), 15 km - 45'01"
- 5º alla Strides Across the Border ( Tijuana) - 29'42"

1996
- Oro alla Coenecoop ( Waddingzeen) - 29'03"
- Argento alla Zoetermeer Stadshardt Loop ( Zoetermeer) - 29'13"
- Oro al Sylvestercross ( Soest) - 30'56"

1997
- Argento alla Mezza maratona di San Diego ( San Diego) - 1h02'14"
- Oro alla Zoetermeer Stadshardt Loop ( Zoetermeer) - 28'54"
- Oro al Delta Lloyd Cross Circuit ( Uden) - 33'31"
- Bronzo al Sylvestercross ( Soest) - 32'00"
- 6º al Reebok Eurocross ( Diekirch) - 31'20"

1998
- Oro allo Sprintcross ( Breda) - 34'49"
- Argento al Delta Lloyd Cross Circuit ( Uden) - 33'17"
- 4º al Durham International Crosscountry ( Durham) - 32'19"
- 15º all'Amendoeiras em Flor ( Albufeira) - 30'47"

1999
- 11º alla Maratona di Rotterdam ( Rotterdam) - 2h10'08"
- Argento alla Mezza maratona di Egmond aan Zee ( Egmond aan Zee) - 1h02'10"
- 5º al Sylvestercross ( Soest) - 33'51"
- Argento al Delta Lloyd Cross Circuit ( Uden) - 33'54"

2000
- Argento alla Mezza maratona di Egmond aan Zee ( Egmond aan Zee) - 1h02'50"
- Bronzo alla The Royal 10 km ( L'Aia) - 29'08"
- Bronzo al Great North Crosscountry ( Durham) - 28'21"
- 7º al Durham International Crosscountry ( Durham) - 26'50"

2001
- Oro alla Mezza maratona di Egmond aan Zee ( Egmond aan Zee) - 1h03'42"
- Argento alla Byland Run ( Tolkamer) - 28'57"
- Oro al Delta Lloyd Cross ( Kerkrade) - 44'59"
- Oro al Delta Lloyd Cross Circuit ( Uden) - 38'29"
- Oro allo Sprintcross ( Breda) - 33'13"

2002
- Oro alla Zevenheuvelenloop ( Nimega), 15 km - 43'41"
- 5º alla Cinque Mulini ( San Vittore Olona) - 35'48"
- 7º all'Amendoeiras em Flor ( Albufeira) - 30'36"
- 5º al Cross de San Sebastián ( San Sebastián) - 29'29"

2003
- 6º alla Maratona di Amsterdam ( Amsterdam) - 2h08'31"
- 11º alla Maratona di Rotterdam ( Rotterdam) - 2h10'28"
- Oro alla Groet uit Schoorl ( Schoorl), 30 km - 1h30'20"
- Argento alla Mezza maratona di Egmond aan Zee ( Egmond aan Zee) - 1h04'36"
- 5º alla Dam tot Dam ( Zaandam), 10 miglia - 46'47"
- Argento al Sylvestercross ( Soest) - 33'09"

2004
- 5º alla City-Pier-City Loop ( L'Aia) - 1h03'14"
- 5º alla Most Beautiful Maastricht ( Maastricht), 17,7 km - 56'24"
- Argento allo Sprintcross ( Breda) - 32'54"

2005
- Oro alla Maratona di Rotterdam ( Rotterdam) - 2h12'51"
- 11º alla Mezza maratona di Lisbona ( Lisbona) - 1h02'25"
- Oro al Sylvestercross ( Soest) - 33'16"

2006
- Oro alla Maratona di Rotterdam ( Rotterdam) - 2h10'45"

2007
- 9º alla Maratona di Amsterdam ( Amsterdam) - 2h08'21"